# کریستن ولکر
کریستن ولکر (انگلیسی: Kristen Welker؛ زادهٔ ۱ ژوئیهٔ ۱۹۷۶) مجری تلویزیون ان‌بی‌سی نیوز و متولد آمریکا است. او به عنوان خبرنگار کاخ سفید مستقر در واشینگتن، دی.سی. و یکی از مجریان برنامه آخر هفته، نسخه شنبه امروز، در کنار پتر الکساندر برنامه اجرا می‌کند.

## سنین جوانی و تحصیلات
ولکر دختر هاروی و جولی ولکر است. پدرش مهندس و مادرش مشاور املاک است. پدر ولکر سفیدپوست و مادرش سیاه‌پوست است. او در سال ۱۹۹۴ در مدرسه دوستان ژرمن‌تاون در فیلادلفیا تحصیل کرد و در سال ۱۹۹۸ از کالج هاروارد با مدرک لیسانس هنر فارغ‌التحصیل شد. ولکر همچنین در سال ۱۹۹۷،هنگامی که در دانشگاه هاروارد مشغول تحصیل بود همزمان به کارآموزی مجری تلویزیون پرداخت.

## فعالیت‌های حرفه‌ای
ولکر ابتدا درتلویزیون WLNE که وابسته به ای‌بی‌سی در پراویدنس، رود آیلند، است همچنین درتلویزیون KRCR در ردینگ، چیکو که در کالیفرنیا قرار دارد، مشغول به کار شد و در سال ۲۰۰۵ در WCAU در فیلادلفیا به ان‌بی‌سی پیوست، و در آنجا گزارشگر و مجری آخر هفته شد. سپس در سال ۲۰۱۰ به عنوان خبرنگار دفتر مرکزی اخبار ان‌بی‌سی در ساحل غربی در بربنک، کالیفرنیا به ان‌بی‌سی نیوز پیوست. او در دسامبر ۲۰۱۱ خبرنگار ان‌بی‌سی در کاخ سفید شد.
ولکر از آنجا که به‌طور منظم در ام‌اس‌ان‌بی‌سی اجرای برنامه دارد، در جلسات مطبوعاتی روزانه کاخ سفید و همچنین گزارش‌های زنده برنامه‌های مختلف ام‌اس‌ان‌بی‌سی حاضر می‌شود. او گاهی وقت‌ها اخبار شبانگاهی ان‌بی‌سی و تودی را اجرا می‌کند. در ۱۰ ژانویه ۲۰۲۰، ان‌بی‌سی اعلام کرد که ولکر در کنار پتر الکساندر، گویندگان همیشگی آخر هفته تودی خواهند بود. او در ۱۱ ژانویه ۲۰۲۰ کارش را به عنوان مجری آخر هفته تودی آغاز کرد.

## زندگی شخصی
ولکر در ۴ مارس ۲۰۱۷ در فیلادلفیا با جان هیوز ازدواج کرد. دختر آنها در ژوئن ۲۰۲۱ به دنیا آمد.